# Il torrente (brano musicale)
 Il torrente  è un brano musicale scritto e arrangiato da Carlo Alberto Liman e Leo Carmi presentato al Festival di Sanremo 1955, cantato in coppia da Claudio Villa e Tullio Pane.

## Descrizione
È il secondo brano presentato al Festival di Sanremo dalla coppia Pane e Villa e si posiziona al secondo posto della competizione canora , aggiudicandosi il 38,2% dei voti.
Il torrente è presente anche su iTunes

## Classifica annuale[2]
| Classifica (1955) | Posizione | Artista       |
| ----------------- | --------- | ------------- |
| Italia            | 13        | Claudio Villa |
| Italia            | 60        | Tullio Pane   |